# Stenodactylus petrii
Stenodactylus petrii är en ödleart som beskrevs av  Anderson 1896. Stenodactylus petrii ingår i släktet Stenodactylus och familjen geckoödlor. Inga underarter finns listade i Catalogue of Life.